# Puchar Polski w piłce siatkowej mężczyzn (2001/2002)
Puchar Polski w piłce siatkowej mężczyzn 2001/2002 – 45. sezon rozgrywek o siatkarski Puchar Polski, rozgrywany od 1932 roku.

## Rozgrywki

### Półfinał
| Data       | Drużyna 1                        | Wynik | Drużyna 2           | Sety                |
| ---------- | -------------------------------- | ----- | ------------------- | ------------------- |
| 26.01.2002 | Mostostal-Azoty Kędzierzyn-Koźle | 3:0   | Nordea Czarni Radom | 25:17, 25:17, 25:19 |
| 26.01.2002 | Galaxia AZS Częstochowa          | 3:0   | Jastrzębie Borynia  | 25:23, 25:16, 25:18 |

### Finał
| Data       | Drużyna 1                        | Wynik | Drużyna 2               | Sety                             |
| ---------- | -------------------------------- | ----- | ----------------------- | -------------------------------- |
| 27.01.2002 | Mostostal-Azoty Kędzierzyn-Koźle | 3:2   | Galaxia AZS Częstochowa | 25:23, 26:28, 25:15, 22:25, 15:9 |

## Klasyfikacja końcowa
| Miejsce | Drużyna                          |
| ------- | -------------------------------- |
| 1.      | Mostostal-Azoty Kędzierzyn-Koźle |
| 2.      | Galaxia AZS Częstochowa          |
| 3-4.    | Jastrzębie Borynia               |
| 3-4.    | Nordea Czarni Radom              |